# Боровський (Казахстан)
Боро́вський (каз. Боровской) — село, центр Мендикаринського району Костанайської області Казахстану. Адміністративний центр та єдиний населений пункт Боровського сільського округу.
Населення — 8807 осіб (2021; 9781 у 2009, 10025 у 1999, 11566 у 1989).
В радянські часи село мало статус смт.